# Halvpansargranat
| Halvpansargranat |
| --- |
| Brittsk 203 mm (8 tum) halvpansargranat till örlogskanonen BL 8-inch Mk VIII. Del av: brisansgranater Olika brisansgranater, ordning från vänster: - Pansargranat - Halvpansargranat - Spränggranat - Mingranat |

Halvpansargranat, kort hpgr (Engelska: Semi Armor Piercing High Explosive, kort SAPHE), är en kinetiskt penetrerande projektil med en inre sprängladdning vilken ska brisera granatens hölje efter genomslag. Projektiltypen är lik pansargranater i utformning men skiljer sig i att ha en större inre sprängladdning och tunnare hölje, vilket skapar större sprängverkan efter genomslag men ger sämre genomslagsförmåga på grund av det tunnare höljets vikt. Typen är menad att användas mot lättpansrade mål som till exempel fartygsplåt.

## Utformning
Granaten består av härdat stål och är försedd med tjocka väggar för att ge kinetisk penetrerande förmåga men har en stor sprängladdning centralt för att få granaten att brisera med stor verkan efter genomslag. Som exempel är väggarna tjockare än de på en spränggranat men smalare än de på en pansargranat. Den stora sprängladdningen gör granaten lättare än den liknande pansargranaten vilket minskar den potentiella genomslagsförmågan för kalibern men ger mycket kraftigare verkan efter genomslag.

## Konstruktion
Granatens spets är massiv, och sprängämne och tändrör är monterade i en urborrning i granatens bakre del. Mängden sprängämne är liten (5-8 % av projektilvikten), och tillsammans med de tjocka väggarna medför detta att splittren blir relativt få och stora. Spetsen är ofta försedd med en kapp av stål under en aerodynamiskt utformad hätta. Kappen bidrar till att hålla ihop projektilspetsen och minska risken för avglidning vid små anslagsvinklar. Halvpansargranater kan vara försedda med spårljus. Granaten liknar pansargranaten, men har större sprängladdning och tunnare väggar vilket ger fler och mindre splitter.

## Historisk användning
Halvpansargranaten har klassiskt mest använts av sjö- och kustartilleri men har även brukats som flygplansammunition och som stridshuvud på attackraketer. Inom sjöstrid är typen numera föråldrad och har ersatts av sjömålsgranater vilket är en modern granat med samma användningsområde men typen är fortfarande relevant inom andra militära grenar som flygvapen. Till exempel användes granattypen för flygplanet Saab 37 Viggen till dess 30 mm akan m/75.